# レモンエンジェル 実写版
『レモンエンジェル 実写版』（レモンエンジェル じっしゃばん）は、2006年6月23日にDVD媒体で発売されたドラマ作品。全8話から構成され、各話は10分程度収録されている。フルメディアおよびフロンティアワークスが発売を、ハピネットが販売をそれぞれ手掛けた。

## 作品
アダルトアニメ『くりいむレモン』から派生したメディアミックス・プロジェクト「レモンエンジェル」は、アニメ作品『レモンエンジェル』、漫画『レモンエンジェル』、アイドルグループ・レモンエンジェルの3つで構成される。本作『レモンエンジェル 実写版』はそのアニメの内容を実写化した作品となっている。DVDにはメイキングやインタビュー、予告編映像のほか、オーディオコメンタリーも付属した。
今作では主演としてミキに小倉遥、トモに吉田早希、エリカにしほの涼といずれもグラビアアイドルを起用している。小倉にとっては女優デビュー作となった。

## 物語
素敵な彼氏を作ることを夢見る女子高生3人が、同じ演劇部の男子部員たちにあの手この手で接触するが、それを邪魔する人物が次々に登場し、3人はさまざまな騒動に巻き込まれてゆく。全8話構成で、各話のタイトルは以下の通り。
1. 恋の舞台は演劇部！エッチの舞台はスポーツクラブ!?
2. 更衣室で禁断プレイ！目覚めたアイツは止まらない!?
3. コスプレ喫茶で萌え萌えバイト！熱い視線にコスられて!?
4. レモンエンジェル大逃走！逃げて告って結ばれて!?
5. ハリウッドの甘い罠!? オーディションはオークション！
6. エッチな魔の手の危険なタッチ！絶体絶命オトメのピンチ!?
7. 合宿はイチャイチャ天国！暗闇でドッキリドキドキ!?
8. レモンエンジェル最後の活躍！史上最大のH作戦!?

## 出演
- ミキ：小倉遥[2]
- トモ：吉田早希[2]
- エリカ：しほの涼[2]
- トシヤ：南圭介[2]
- ナオト：松浦祐也[2]
- ユウヤ：Takuya[2]
- 谷山：若林謙[2]
- 亜美先生：赤松恵[2]
- 芸能スカウト：川屋せっちん[2]

## スタッフ
- 監督：西村晋也[1]
- 製作：野口周三、藤原博行、永森裕二、松井建始[1]
- プロデューサー：高島正明[1]
- 脚本：小松公典[1]
- 音楽：Hi-Hat Hashim[3]
- 撮影：中尾正人[1]